# Бобровники (Паєнчанський повіт)
Бобровники (пол. Bobrowniki) — село в Польщі, у гміні Дзялошин Паєнчанського повіту Лодзинського воєводства.
Населення — 265 осіб (2011).
У 1975-1998 роках село належало до Серадзького воєводства.

## Демографія
Демографічна структура станом на 31 березня 2011 року:
|          | Загалом | Допрацездатний вік | Працездатний вік | Постпрацездатний вік |
| -------- | ------- | ------------------ | ---------------- | -------------------- |
| Чоловіки | 135     | 24                 | 87               | 24                   |
| Жінки    | 130     | 36                 | 49               | 45                   |
| Разом    | 265     | 60                 | 136              | 69                   |